# Elachista maculosella
Elachista maculosella is een vlinder uit de familie grasmineermotten (Elachistidae). De wetenschappelijke naam is voor het eerst geldig gepubliceerd in 1896 door Chretien.
De soort komt voor in Europa.